# Heinrich Christoph Fehling
Heinrich Christoph Fehling (* 23. April 1654 in Sangerhausen; † Mitte November 1725 in Dresden) war ein deutscher Hofmaler am Hofe Augusts des Starken in Dresden.

## Leben
Fehling wurde als Sohn eines Tuchmachers in Sangerhausen geboren. Er wurde Schüler bei seinen Cousins, den Brüdern Johann Andreas Bottschildt und Samuel Bottschildt. Mit Samuel Bottschildt unternahm er ab 1672 eine Studienreise nach Italien und ließ sich schließlich 1677 in Dresden als Maler nieder. Im Jahr 1692 wurde Fehling zum sächsischen Hofmaler ernannt. Er stiftete fünf Jahre später eine unentgeltliche Zeichenschule. Im selben Jahr wurde er Lehrer an einer neuen Zeichenschule auf der Kreuzgasse sowie 1706 als Nachfolger von Bottschildt Oberhofmaler. August der Starke ernannte ihn zudem zum »Schilderey Inspector« der seit 1706 Kunstkammer des kurfürstlichen Gemäldebesitzes und Akademiemeister der seit 1705 Malerakademie Dresden. Zu Fehlings Schülern gehörten Christian Benjamin Müller, Christian Friedrich Zincke und sein eigener Sohn, der spätere Porzellanmaler Carl Heinrich Jakob Fehling. Fehling starb 1725 in Dresden und wurde auf dem Johanniskirchhof beigesetzt; sein Grab ist nicht erhalten.

## Werk

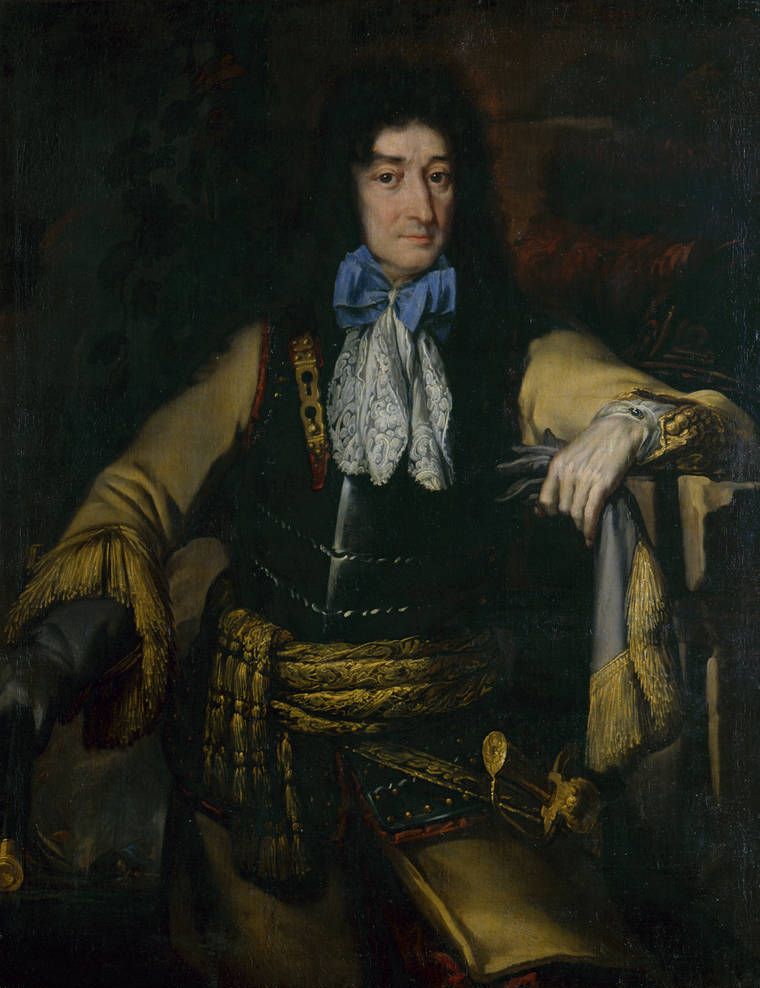
Bildnis des Wolf Caspar von Klengel von Heinrich Christoph Fehling

Zusammen mit Samuel Bottschildt malte Fehling 1690 im Palais im Großen Garten das große Deckengemälde, das die Apotheose von Johann Georg III. zeigte. Es gilt als sein Hauptwerk und wurde 1945 zerstört. Fehling malte zudem 1717 das Deckenfresko im Französischen Pavillon des Dresdner Zwingers, das ebenfalls 1945 zerstört wurde. Im Jahr 1721 folgte ein weiteres Deckengemälde im Palais Vitzthum-Rutowski, das bereits 1786 bei einem Brand vernichtet wurde.
Erhalten haben sich verschiedene Porträtgemälde, darunter in der Gemäldegalerie Alte Meister das Bildnis des Wolf Caspar von Klengel. Im Stadtmuseum Dresden befindet sich das Porträt des Janus von Eberstädt aus dem Jahr 1719; das Gruppenbildnis der Gräfin Aurora von Königsmarck befindet sich auf Schloss Moritzburg.